# Aleksandr Kokko
Pour les articles homonymes, voir Kokko.
Aleksandr Kokko est un footballeur finlandais né le 4 juin 1987 à Leningrad (Union des républiques socialistes soviétiques) devenu Saint-Pétersbourg (Russie). Ce joueur évolue comme attaquant.
Il effectue un essai infructueux au FC Metz le 5 janvier 2010.

## Palmarès
RoPS Rovaniemi
- Coupe de Finlande
  - Vainqueur (1) : 2013
- Championnat de Finlande de deuxième division
  - Champion (1) : 2012

 FC Honka
- Coupe de la Ligue de Finlande
  - Vainqueur (1) : 2010

### Récompenses et distinctions
- Meilleur buteur du Championnat de Finlande : 2008 et 2015